# دست ميسان

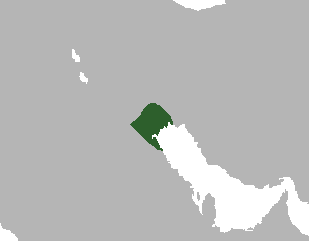
موقع مملكة ميسان

دست ميسان منطقة في الكويت، كانت من أراضي مملكة ميسان.

## مرويات عنها
ذكر ابن كثير أنها المكان الذي نزل فيه إبليس عند نزوله إلى الأرض.